# 官民ファンド
官民ファンド（かんみんファンド）とは、国の政策に基づき日本政府と民間で出資する日本の政府系ファンドである。
内閣官房は既存官民ファンドのチェックと新規官民ファンドの制度設計について議論すべく、「官民ファンド総括アドバイザリー委員会」を設置している。また、官民ファンドの運営状況の検証を政府一体となり関係行政機関が連携して行うため、「官民ファンドの活用推進に関する関係閣僚会議」と「官民ファンドの活用推進に関する関係閣僚会議幹事会」を設置している。

## 一覧
| ファンド | 所轄                                   | ファンド額             | 支援決定金額 | 備考                                                                                               |
| --- | -------------------------------------- | ---------------------- | ------------ | -------------------------------------------------------------------------------------------------- |
| 独立行政法人中小企業基盤整備機構 | 経済産業省                             | 5,191億円              | 5,783 億円   | 2004年7月1日設置                                                                                   |
| 株式会社産業革新投資機構 | 経済産業省                             | 最大約2兆円            | 19,344億円   | 2009年7月17日設置 オープンイノベーションを通じて次世代の産業を創出する                             |
| 株式会社農林漁業成長産業化支援機構 | 農林水産省                             | 318億円                | 489億円      | 2013年1月23日設置 農林漁業者の6次産業化事業を支援                                                  |
| 耐震・環境不動産形成促進事業 （一般社団法人環境不動産普及促進機構） | 国土交通省 環境省                      |                        | 307億円      | 2013年2月14日基金設置 耐震・環境性能を有する良質な不動産形成のための官民ファンド                   |
| 株式会社地域経済活性化支援機構 | 内閣府 金融庁 総務省 財務省 経済産業省 | 約1兆2,000億円         | 1,216億円    | 2013年3月18日設置 地域の再生現場の強化や地域経済の活性化への支援                                   |
| 地域脱炭素投資促進ファンド事業 （一般社団法人グリーンファイナンス推進機構） | 環境省                                 | 236億円                | 183億円      | 2013年6月20日事業開始                                                                              |
| 株式会社民間資金等活用事業推進機構 （官民連携インフラファンド） | 内閣府                                 | 93億7,500万円          | 1,378億円    | 2013年10月7日設置 独立採算型等PFI事業の支援                                                        |
| 株式会社海外需要開拓支援機構 （クール・ジャパン機構） | 経済産業省                             | 600億円 （2013年計画） | 1,184億円    | 2013年11月8日設置 日本発の商品、サービスの海外展開を支援                                           |
| 科学技術振興機構 | 文部科学省                             |                        | 26億円       | 2014年4月1日事業開始 JSTの研究開発成果の実用化を目指すベンチャー企業に対し、出資や人的・技術的支援 |
| 株式会社海外交通・都市開発事業支援機構 | 国土交通省                             |                        | 1,356億円    | 2014年10月20日設置 交通事業・都市開発事業の海外市場への我が国事業者の支援等                        |
| 官民イノベーションプログラム （東北大学ベンチャーパートナーズ株式会社） （東京大学協創プラットフォーム開発株式会社） （京都大学イノベーションキャピタル株式会社） （大阪大学ベンチャーキャピタル株式会社） | 文部科学省                             |                        | 478億円      | 2014年12月開始 国立大学と民間企業の共同研究開発の推進や大学発ベンチャーの創出を支援                |
| 日本政策投資銀行特定投資業務 | 財務省                                 | 最大3,150億円          | 9,983億円    | 2015年6月29日事業開始                                                                              |
| 株式会社海外通信・放送・郵便事業支援機構 | 総務省                                 |                        | 788億円      | 2015年11月25日設置 海外において通信・放送・郵便事業を行う者等に対する支援等                        |
| 株式会社脱炭素化支援機構 | 環境省                                 | 総額400億円            |              | 2022年10月設置 脱炭素関連事業者等に対する支援等                                                    |

## 批判
朝日新聞は「官製ファンド」と呼称し、”官製ファンド乱立 総資金4兆円、「民業圧迫」批判も”、”官製ファンド、省庁にうまみ　資金をプール・天下りの受け皿”などと批判的な論調で報道している。